# Koryo Commercial Bank
Koryo Commercial Bank (ou en anglais Koryo Commercial Bank Ltd.) est une banque nord-coréenne. elle a été créée en septembre 1988 basée à Pyongyang dans le quartier Taedonggang. Cette banque est financée conjointement par la Corée du Nord et un groupe de résidents coréens aux États-Unis. Son activité aurait été d'émettre des obligations du "Fonds National de Réunification".